# 1948–1998: 50 let
1948–1998 (z dopolnitvijo 50 let) ali tudi Policijski orkester: 1948–1998 je glasbeni album Policijskega orkestra, ki je izšel leta 1998 na glasbeni CD plošči pri založbi ZKP RTV Slovenija.

## Seznam posnetkov
| CD              | CD                                                                                                | CD              | CD                                        | CD              | CD      |
| Št.             | Naslov                                                                                            | Besedilo        | Glasba                                    | Priredba        | Dolžina |
| --------------- | ------------------------------------------------------------------------------------------------- | --------------- | ----------------------------------------- | --------------- | ------- |
| 1.              | „SUITA ZA ESTRADNI ORKESTER (Jazz suita št. 2): 1. Koračnica‟                                     |                 | D. Šostakovič                             |                 | 2:54    |
| 2.              | „SUITA ZA ESTRADNI ORKESTER: 5. Lirični valček‟                                                   |                 |                                           |                 | 2:16    |
| 3.              | „SUITA ZA ESTRADNI ORKESTER: 2. Ples 1‟                                                           |                 |                                           |                 | 2:58    |
| 4.              | „SUITA ZA ESTRADNI ORKESTER: 3. Ples 2‟                                                           |                 |                                           |                 | 2:28    |
| 5.              | „SUITA ZA ESTRADNI ORKESTER: 7. Valček 2‟                                                         |                 |                                           |                 | 3:34    |
| 6.              | „SUITA ZA ESTRADNI ORKESTER: 8. Finale‟                                                           |                 |                                           |                 | 1:52    |
| 7.              | „RATATOUILLE SATIRIQUE: 1. Prelude‟                                                               |                 | E. Satie                                  | J. de Meij      | 2:30    |
| 8.              | „RATATOUILLE SATIRIQUE: 2. Reverie‟                                                               |                 |                                           |                 | 2:15    |
| 9.              | „RATATOUILLE SATIRIQUE: 3. Le Picadilly‟ (koračnica)                                              |                 |                                           |                 | 2:24    |
| 10.             | „Lawrence Arabski / Lawrence of Arabia‟                                                           |                 | M. Jarre                                  | A. Reed         | 3:19    |
| 11.             | „Il triello‟                                                                                      |                 | E. Morricone                              |                 | 4:36    |
| 12.             | „Sprehod po Parizu / En ecoutant Paris‟                                                           |                 | M. Nicolas                                | D. Dondeyne     | 17:31   |
| 13.             | „Slovenski venček št. 1‟                                                                          |                 | J. Privšek                                |                 | 3:06    |
| 14.             | „Slovenski venček št. 2‟                                                                          |                 | J. Privšek                                |                 | 2:36    |
| 15.             | „VENČEK SLOVENSKIH POPEVK: Ne čakaj na maj, Zvončki in trobentice, Slovenija, odkod lepote tvoje‟ |                 | B. Lesjak, T. Roš, V. Ovsenik, S. Avsenik | J. Privšek      | 4:42    |
| 16.             | „Oj, ta soldaški boben‟                                                                           |                 | B. Adamič                                 |                 | 3:33    |
| 17.             | „SNEGULJČICA: Finale‟                                                                             | J. Humer        | B. Adamič                                 |                 | 4:38    |
| Skupna dolžina: | Skupna dolžina:                                                                                   | Skupna dolžina: | Skupna dolžina:                           | Skupna dolžina: | 67:34   |

## Sodelujoči

### Policijski orkester
- Milivoj Šurbek – dirigent

### Solisti
- Aleksander Mercina – trobenta na posnetku 11
- Dunja Spruk – sopran na posnetku 17
- Andrej Debevc – tenor na posnetku 17

### Produkcija
- Dečo Žgur – producent
- Albert Podgornik – producent (posnetka 5)
- Miran Kazafura – zvokovni mojster (za posnetke 1 do 9, 13 do 14 in 17)
- Dare Novak – zvokovni mojster (za posnetke 10 do 11 in 15)
- Januš Luznar – zvokovni mojster (za posnetek 12)
- Zoran Ažman – zvokovni mojster (za posnetek 16)
- Miran Žvelc – masteriranje
- Partner graf Grosuplje – tisk